# Geoffrey Palmer
Sir Geoffrey Winston Russell Palmer (Nelson, 21 aprile 1942) è un politico neozelandese.

## Biografia
Si laureò nel 1964 alla Victoria University of Wellington in scienze politiche. Dopo alcune esperienze di studio e lavoro negli Stati Uniti iniziò ad insegnare legge presso la VUW nel 1974.
Venne eletto al parlamento per la prima volta nel 1979 e nel 1983 divenne il leader del partito laburista, in quel momento all'opposizione. Nelle elezioni del 1984 i laburisti vinsero e andarono al governo, Palmer divenne vice-primo ministro e ministro della giustizia. Alle dimissioni di Lange lo sostituì nel 1989, mantenendo la carica per pochi mesi. Dopo le dimissioni da primo ministro si ritirò dalla vita politica attiva, prendendo parte ad alcune commissioni e lavorando per le Nazioni Unite.